# Framugi
Framugi – grupa skał w orograficznie lewych zboczach Doliny Sąspowskiej w Ojcowskim Parku Narodowym (OPN). Znajdują się naprzeciwko wylotu wąwozu Jamki. Mają pionowe ściany podcięte przez spływający doliną potok Sąspówka. Ku lewemu zboczu Doliny Sąspowskiej spycha go stożek napływowy u wylotu wąwozu Jamki. U podnóży skał Framugi znajduje się łąka, na której dawniej istniały harcerskie stanice. Wypływa tutaj Źródło Harcerza.
Framugi zbudowane są z wapienia. Są wśród nich dwie charakterystyczne skały. Jedna zwana Muszlą posiada na wysokości kilku metrów dużą niszę. U podstawy drugiej znajduje się schronisko Przy Łące. Obydwie skały są widoczne ze szlaku turystycznego biegnącego dnem Doliny Sąspowskiej.
Framugi porasta bogata gatunkowo roślinność kserotermiczna i wapieniolubne murawy naskalne. Objęcie  Doliny Sąspowskiej ochroną i zaprzestanie jej gospodarczego użytkowania spowodowało, że naskalne zespoły roślinne są coraz bardziej zagłuszane przez drzewa i krzewy. 
W jednej ze skał Framug znajduje się schronisko Wylotne. Jest to jedno z najstarszych na terenie OPN miejsc, w których opisano siedziby ludzi prehistorycznych.

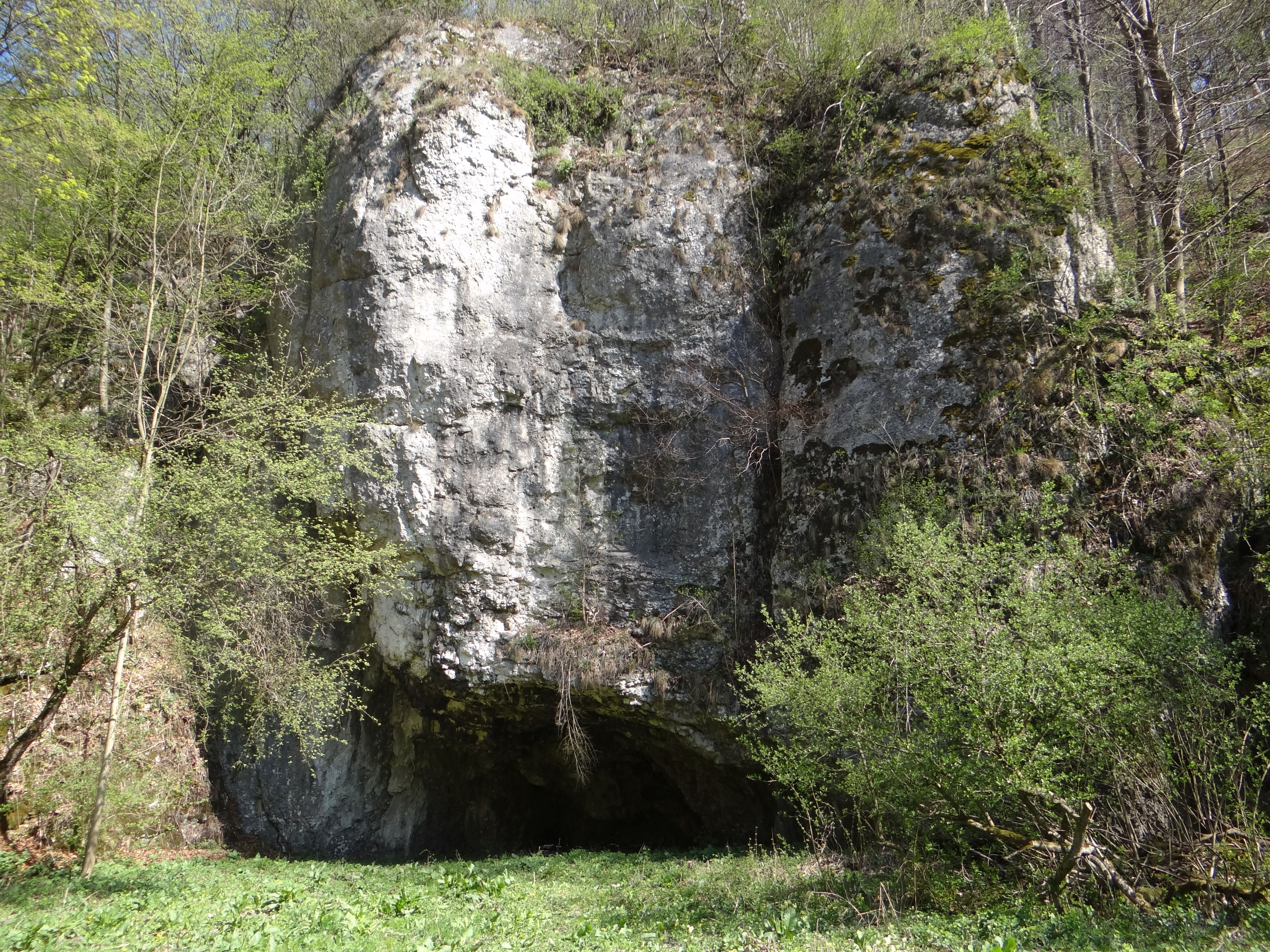
Framugi i schronisko Przy Łące
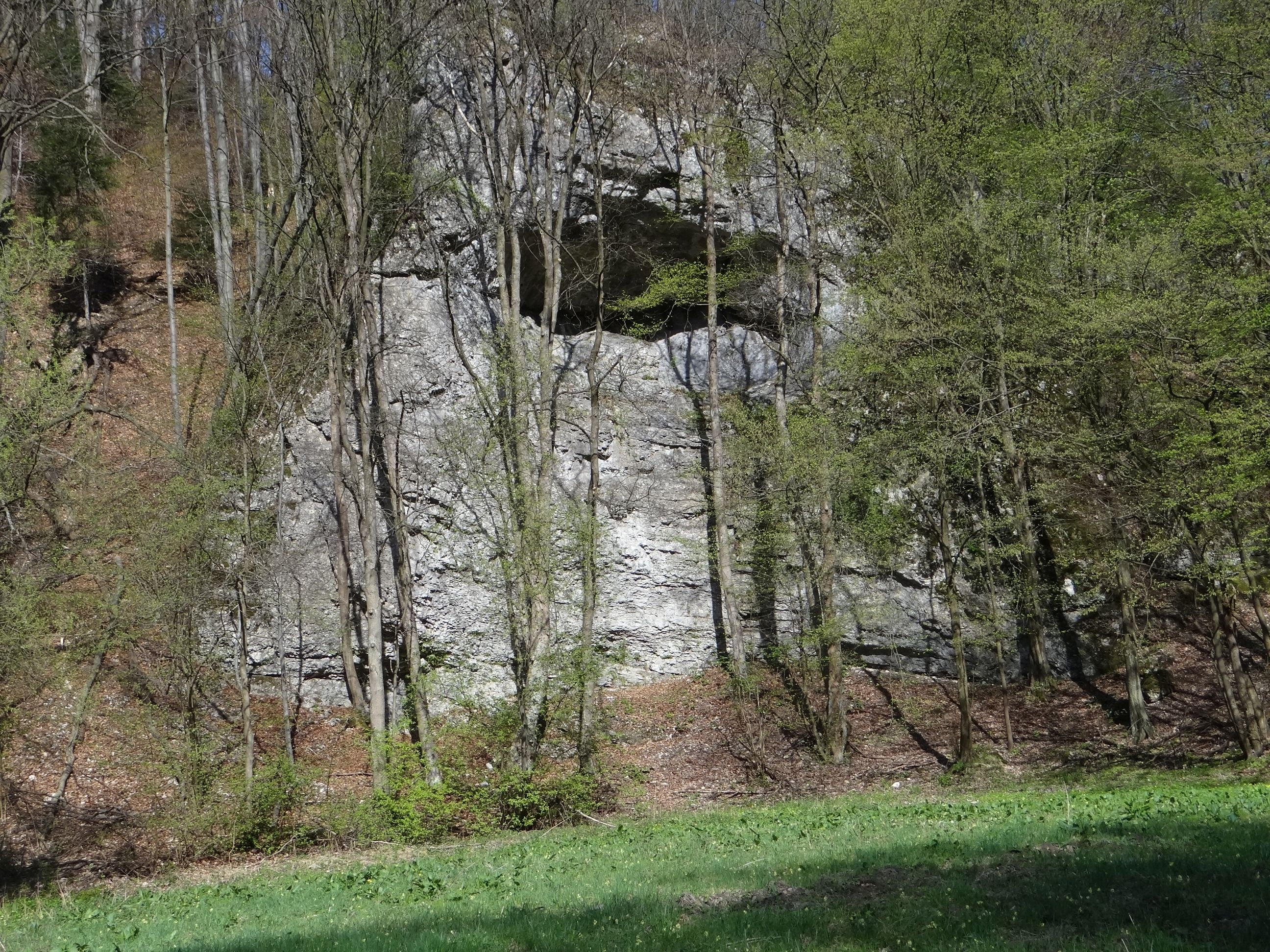
Muszla
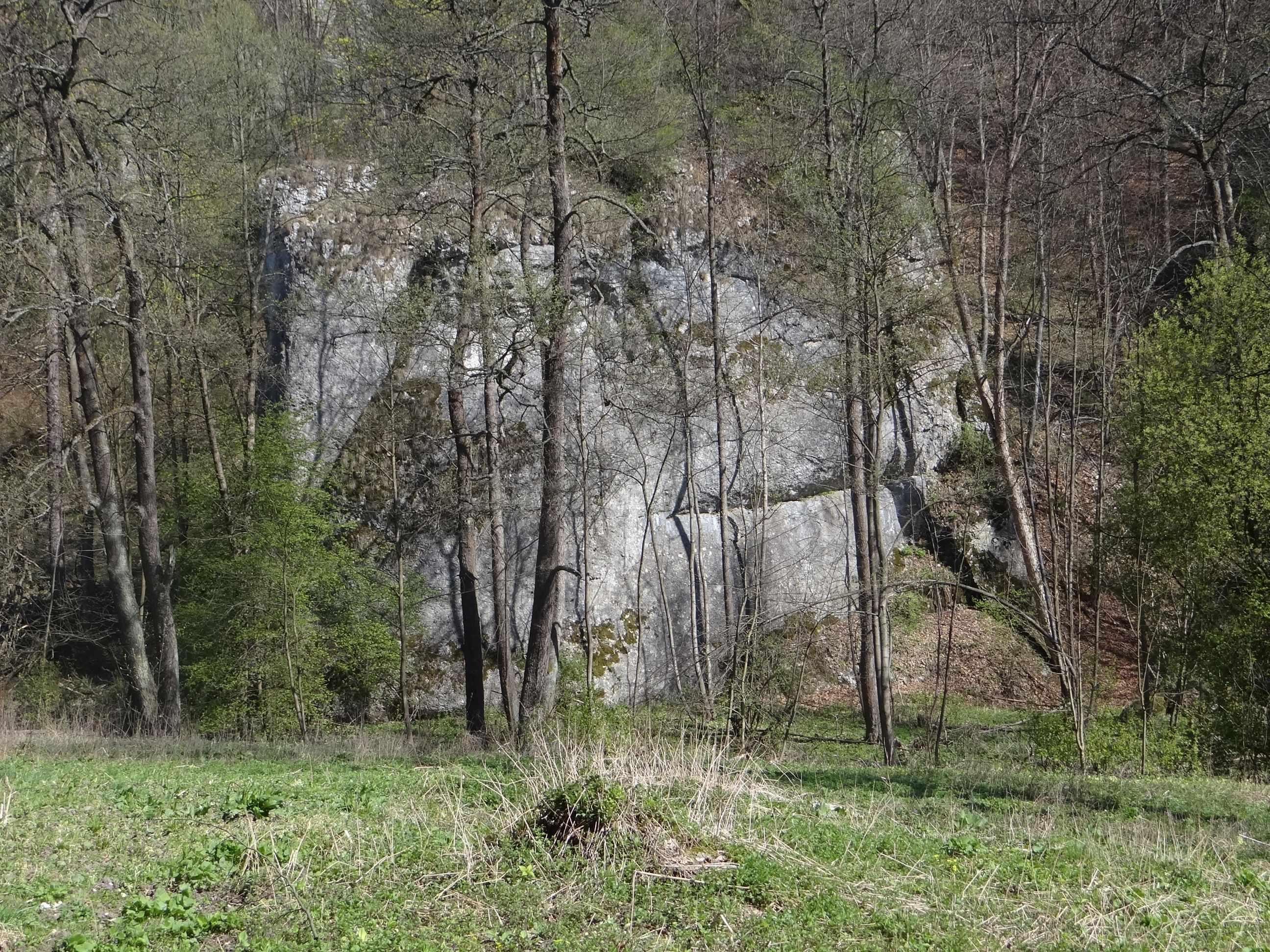
Framugi
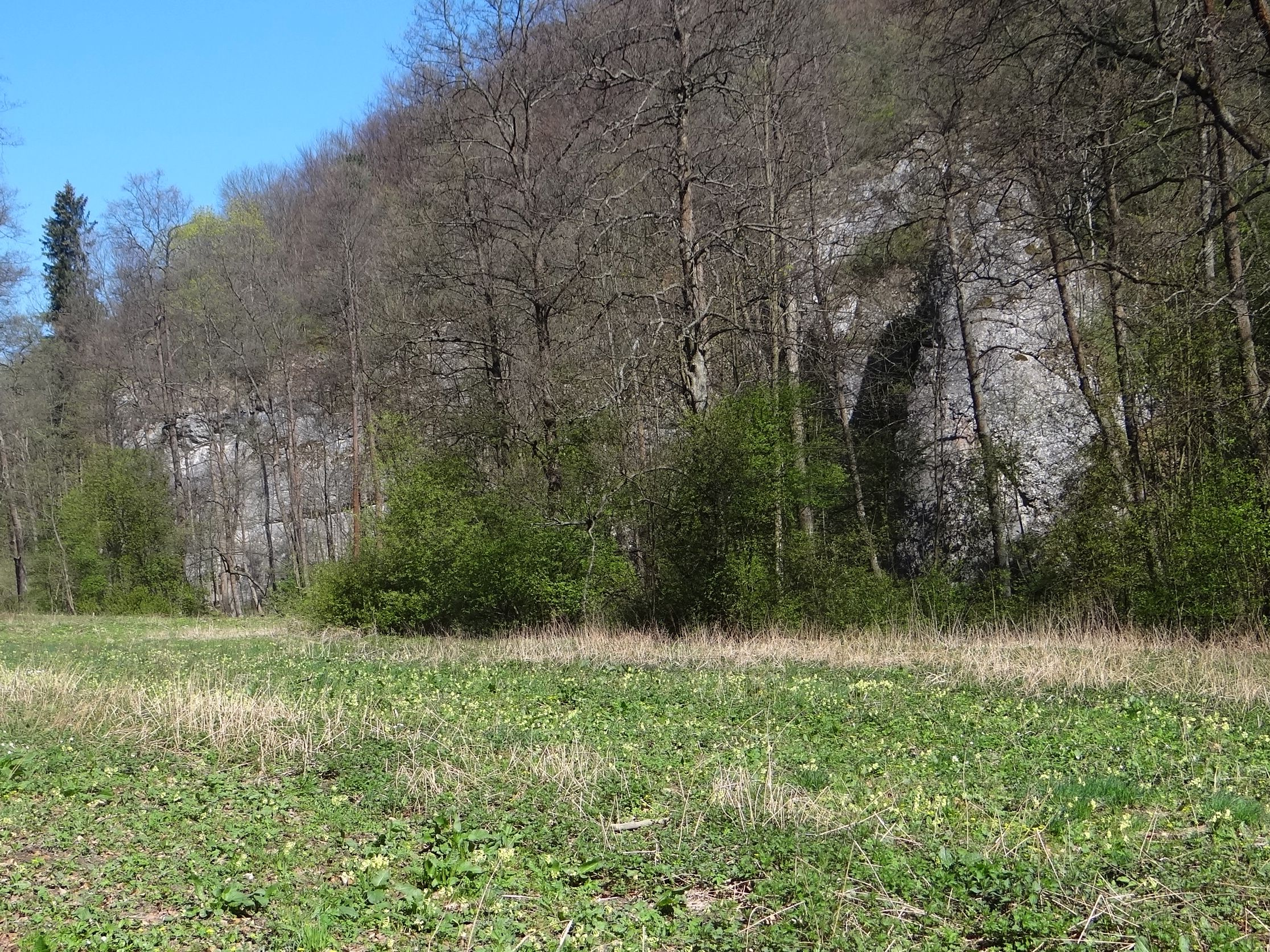
Framugi